# Torreón de Pinto
Torreón de Pinto, castillo de Pinto o torre de Éboli es una construcción medieval situada en Pinto, en la Comunidad de Madrid (España). Posee un gran valor histórico, pues en este edificio fueron confinados la Princesa de Éboli, Antonio Pérez, secretario del rey Felipe II, y, en 1808 y durante un breve período, Manuel Godoy, favorito de Carlos IV.
Ha sido objeto de diferentes reformas a lo largo de su historia, entre las que sobresalen las realizadas en los siglos XVII y XX. Se encuentra en buen estado de conservación. Actualmente es de dominio público y puede ser visitado. 

## Historia

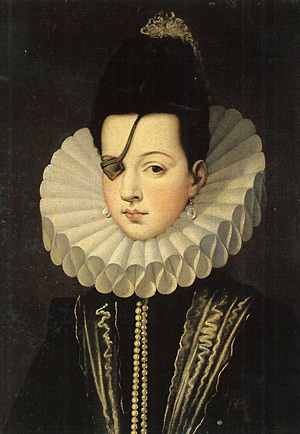
Ana de Mendoza y de la Cerda, princesa de Éboli, fue encarcelada en la torre, en 1579.

Esta torre pudo haber sido construida a mediados del siglo XIV, a instancias de Íñigo López de Orozco, que recibió en esta época el señorío de Pinto, de manos de Pedro I el Cruel. Sus primeras referencias escritas datan de 1382 y en ellas se describe la visita del rey Juan I de Castilla al edificio, propiedad en aquel momento de Juana de Orozco.
Esta visita del monarca hace suponer que el torreón formaba parte de un conjunto arquitectónico mucho mayor que el actual —reducido únicamente a la torre—, que pudiese albergar al séquito real.
El torreón de Pinto fue utilizado, en los siglos XVI y XVII, como prisión de nobles e ilustres. Aquí estuvo recluida durante seis meses Ana de Mendoza y de la Cerda, princesa de Éboli, tras ser detenida el 28 de julio de 1579 por las tropas de Felipe II. Su delicado estado de salud y las malas condiciones del torreón motivaron su traslado, primeramente, al castillo de Santorcaz (Madrid) y, posteriormente, a su palacio de Pastrana (Guadalajara), donde murió en 1592.
En 1589, fue encarcelado Antonio Pérez, secretario de Felipe II. Estuvo prisionero durante dos meses, acusado de violación de secretos de Estado y, en el trasfondo del proceso, de planear el asesinato de Juan de Escobedo, secretario de Juan de Austria, hermano del rey.
Durante el reinado de Felipe IV, en el siglo XVII, fue confinado en la torre Francisco María Carrafa, duque de Nochera, que murió en la misma en el año 1642.

## Características
El torreón de Pinto es de planta cuadrada, con esquinas redondeadas. Esta estructura probablemente sirvió como modelo al torreón de Arroyomolinos —igualmente en la Comunidad de Madrid—, que presenta características arquitectónicas muy similares, construido posteriormente, entre los siglos XIV y XV.
La torre de Pinto está edificada en piedra blanca y mide 16,5 metros de ancho y unos 10 metros de lado. Tiene 25 metros de altura. En su cara de levante, guarda dos escudos, que se encuentran muy deteriorados. 
El acceso se encuentra en la cara norte y está situado a la altura de la primera planta. Una escalera en piedra labrada conduce a una sala multifuncional, presidida por una chimenea. Dada la disposición de la puerta de entrada, es posible que dispusiese de un puente levadizo.
Las plantas primera, segunda y sótano aparecen cerradas por bóveda de cañón. Se comunican entre sí mediante una escalera de caracol.